# Limnophila aureola
Limnophila aureola là một loài ruồi trong họ Limoniidae. Chúng phân bố ở miền Australasia.